# ستيفانو بادوفان
ستيفانو بادوفان (بالإيطالية: Stefano Padovan)‏ (16 أبريل 1994 بتورينو في إيطاليا - ) هو لاعب كرة قدم إيطالي في مركز الهجوم. شارك مع منتخب إيطاليا تحت 16 سنة لكرة القدم ومنتخب إيطاليا تحت 17 سنة لكرة القدم ومنتخب إيطاليا تحت 18 سنة لكرة القدم ومنتخب إيطاليا تحت 19 سنة لكرة القدم ومنتخب إيطاليا تحت 20 سنة لكرة القدم. أما مع النوادي، فقد لعب مع نادي بيسكارا ونادي فيتشينزا ونادي كروتوني ويوفنتوس ولانشانو كالتشيو 1920 ‏.

## روابط خارجية
- ستيفانو بادوفان على موقع قاعدة بيانات كرة القدم.إي يو (الإنجليزية)
- ستيفانو بادوفان على موقع Soccerway.com (الإنجليزية)
- ستيفانو بادوفان على موقع AS.com (الإسبانية)